# Texas Legends 2017-2018
La stagione 2017-18 dei Texas Legends fu l'11ª nella NBA D-League per la franchigia.
I Texas Legends arrivarono terzi nella Southwest Division con un record di 29-21. Nei play-off persero al primo turno con i Rio Grande Valley Vipers (1-0).

## Roster
| N° | Naz.                   | Ruolo | Sportivo           | Anno | Alt. | Peso |
| -- | ---------------------- | ----- | ------------------ | ---- | ---- | ---- |
| 0  | Stati Uniti (bandiera) | A     | Jameel Warney      | 1994 | 203  | 118  |
| 1  | Stati Uniti (bandiera) | A     | Johnathan Motley   | 1995 | 206  | 108  |
| 2  | Stati Uniti (bandiera) | G     | Prince Williams    | 1992 | 196  | 91   |
| 3  | Porto Rico (bandiera)  | G     | Gian Clavell       | 1993 | 193  | 84   |
| 3  | Stati Uniti (bandiera) | G     | Damon Lynn         | 1995 | 180  | 75   |
| 4  | Stati Uniti (bandiera) | G     | Keith Hornsby      | 1992 | 193  | 95   |
| 5  | Stati Uniti (bandiera) | G     | Kyle Collinsworth  | 1991 | 198  | 95   |
| 6  | Stati Uniti (bandiera) | G     | Wade Baldwin       | 1996 | 193  | 92   |
| 6  | Stati Uniti (bandiera) | G     | John Gillon        | 1994 | 183  | 81   |
| 7  | Stati Uniti (bandiera) | G     | Antonius Cleveland | 1994 | 198  | 88   |
| 7  | Stati Uniti (bandiera) | G     | Duke Mondy         | 1990 | 193  | 93   |
| 8  | Stati Uniti (bandiera) | G     | Bryson Fonville    | 1994 | 183  | 82   |
| 9  | Stati Uniti (bandiera) | G     | Jordan Downing     | 1992 | 196  | 93   |
| 10 | Stati Uniti (bandiera) | A     | LaQuinton Ross     | 1991 | 203  | 100  |
| 11 | Stati Uniti (bandiera) | A     | Xavier Johnson     | 1993 | 201  | 102  |
| 12 | Stati Uniti (bandiera) | A     | Jalen Jones        | 1993 | 201  | 100  |
| 13 | Stati Uniti (bandiera) | G     | Willie Warren      | 1989 | 193  | 93   |
| 14 | Stati Uniti (bandiera) | G     | Michael Qualls     | 1994 | 196  | 91   |
| 15 | Stati Uniti (bandiera) | G     | Donald Sloan       | 1993 | 191  | 93   |
| 21 | Stati Uniti (bandiera) | A     | Brandon Ashley     | 1994 | 206  | 104  |
| 25 | Stati Uniti (bandiera) | G     | Justin Dentmon     | 1985 | 183  | 84   |
| 31 | Stati Uniti (bandiera) | A     | J.J. Avila         | 1991 | 201  | 107  |
| 34 | Stati Uniti (bandiera) | A     | Cory Jefferson     | 1990 | 206  | 99   |
| 42 | Stati Uniti (bandiera) | G     | Tyrrel Tate        | 1992 | 196  | 98   |
| 44 | Stati Uniti (bandiera) | A     | Anthony Walker     | 1993 | 206  | 100  |

## Staff tecnico
- Allenatore: Bob MacKinnon
- Vice-allenatori: Zachary Cuh, George Galanopoulos, Zendon Hamilton